# William C. Fownes
William Clark Fownes jr. (Pittsburgh, 2 oktober 1877 - Oakmont, 4 juli 1950) was een beroemde Amerikaanse amateur golfer in de eerste decennia van de 20e eeuw.
William Fownes was de zoon van Henry C. Fownes (†1935), die in 1903 de oprichter was van de Oakmont Country Club. De baan was zo vlak dat men vanaf het clubhuis 17 vlaggen kon zien. In het begin was dat een linksbaan, waar William veel bunkers aan toevoegde tot een totaal van 300. In de zestiger jaren werden er veel bomen geplant om er een parkbaan van te maken en in de negentiger jaren werden ongeveer 5000 bomen verwijderd om de oorspronkelijke linksbaan weer terug te brengen.
William groeide dus op met golf. In 1910 won hij het Pennsylvania Amateur en het US Amateur en tussen 1903 en 1916 won hij 8 keer het West Penn Amateur. De trofee is nu naar hem vernoemd.
William was captain van het Walker Cup-team in 1922. In 1924 speelde hij in de Walker Cup maar was hij geen captain.
In 1926 en 1927 was hij president van de United States Golf Association.
In 2013 werd William Fownes toegevoegd aan de Western Pennsylvania Golf Hall of Fame.